# Srebrenica
Srebrenica (på serbisk kyrillisk: Сребреница) er en by i den østlige del af Bosnien og Hercegovina, som i dag ligger i Republika Srpska, en af de to entiteter, der udgør landet. Det er en lille bjergby, hvor hovederhvervet traditionelt har været knyttet til saltminer og et nærliggende kursted.
Selve byen Srebrenica havde i 1991 5.746 indbyggere: 3.673 bosniere (63,92 %), 1.632 serbere (28,40 %), 328 jugoslaver (5,70 %), 34 kroater (0,59 %) og 79 “andre” (1,37 %).
I 1991 boede der 36.666 mennesker i byområdet omkring Srebrenica: 27.572 bosniere (75,19 %), 8.315 serbere (22,67 %), 380 jugoslaver (1,03 %), 38 kroater (0,10 %) og 361 “andre” (0,98 %).
I 1981 boede der 36.292 mennesker i byområdet omkring Srebrenica: 24.930 bosniere (68,69 %), 10.294 serbere (28,36 %), 602 jugoslaver (1,65 %), 80 kroater (0,22 %) og 386 “andre” (1,06 %).
I 1971 boede der 33.357 mennesker i byområdet omkring Srebrenica: 20.968 bosniere (62,85 %), 11.918 serbere (35,72 %), 121 jugoslaver (0,36 %), 109 kroater (0,32 %) og 241 “andre” (0,72 %).
Før 1992 var der en metalfabrik i byen samt blyminer, zinkminer og guldminer i nærheden. Byens navn betyder sølvmine på serbisk.

## Srebrenica-massakren
Under Krigen i Bosnien-Hercegovina (1992-1995), blev den en bosnisk enklave omringet af bosniske serbere. Det var erklæret "sikkert område" beskyttet af hollandske FN-styrker: UNPROFOR. I juli 1995 blev byen, som en reaktion på Naser Oric's aktioner mod serbiske landbyer omkring Srebrenica, besat af den bosnisk-serbiske hær, der deporterede store dele af befolkningen. Uden for byen begik den samme hær en massakre på tusindvis af bosniske drenge og mænd, hvis lige ikke er set siden 2. verdenskrig. De ansvarlige politiske og militære ledere er endnu ikke draget til ansvar.
Byen indeholder nu en krigskirkegård, der blev indviet af tidligere Præsident Bill Clinton i 2003.
Den 22. november 2017 blev Ratko Mladić ved FN's krigsforbryderdomstol idømt fængsel på livstid for en række krigsforbrydelser, herunder for sin rolle under folkedrabet i Srebrenica. Pr. august 2020 er dommen appelleret. Den 8. juni 2021 stadfæstede en FN appeldomstol dommen.